# ایل-اپارس
ایل-اِپارس (به فرانسوی: Îles Éparses de l'océan Indien) شامل پنج جزیره به نام‌های جزیرهٔ ترومبلین، جزیرهٔ گلوریوز، جزیرهٔ خوان دو نوا، جزیرهٔ باساس دا ایندیا و جزیرهٔ اروپا می‌باشد . این جزایر در اطراف ماداگاسکار و در اقیانوس هند واقع شده و حقّ حاکمیت بر آن مورد اختلاف فرانسه و ماداگاسکار می‌باشد . 